# Гензерндорф
Гензерндорф (нім. Gänserndorf) — місто в Австрії, у федеральній землі Нижня Австрія, на рівнині Мархфельд. Він розташований приблизно за 20 км на північний схід від Відня, з яким його сполучає як Ангернерштрасе (Бундесштрассе, або федеральна магістраль, 8), так і Північна залізнична лінія. Столиця округу Гензерндорф. 
Гензерндорф добре відомий своїми літніми подіями, включаючи відкриття художніх галерей, книжкові читання та концерти, програми живої музики та багато інших фестивалів. У місті та окрузі Гензерндорф у теплу пору року проводяться численні заходи, які завжди бувають добре відвідувані.

## Ландшафтний парк
Ландшафтний парк у Гензерндорфі займає площу приблизно 70 000 квадратних метрів і активно використовується як рекреаційна зона. У парку є пішохідні доріжки, а також багато велосипедних доріжок уздовж обсадженого вербами струмка.

## Kellergasse
Kellergasse особливо красива з ярами, виноградниками, екскурсіями по підвалах, палацами в стилі бароко, численними музеями, музеєм Niedersulz і найчарівнішими заплавами Центральної Європи.

## Ратуша
З ратушею, історично відбудованою в 1925 році, Гензерндорф охороняється як історичний пам’ятник і представляє себе з 24 прикрашеними вікнами під час Різдва.